# Lekcjonarz 2
Lekcjonarz 2 (według numeracji Gregory-Aland), oznaczany przy pomocy siglum ℓ 2 – rękopis Nowego Testamentu pisany uncjałą na pergaminie w języku greckim z X wieku. Służył do czytań liturgicznych.

## Opis rękopisu
Kodeks zawiera wybór lekcji z Ewangelii do czytań liturgicznych, na 257 pergaminowych kartach (28,6 cm na 21,8 cm). Lekcje pochodzą z Ewangelii Jana, Mateusza i Łukasza. Stosuje noty muzyczne (neumy).
Tekst rękopisu pisany jest dwoma kolumnami na stronę, 18 linijek w kolumnie.

## Historia
Paleograficznie datowany jest na wiek XI. Rękopis badał Johann Jakob Wettstein, Scholz, Paulin Martin oraz Henri Omont.
Obecnie przechowywany jest we Francuskiej Bibliotece Narodowej (Gr. 280) w Paryżu.
Kodeks nie jest cytowany w naukowych wydaniach greckiego Novum Testamentum Nestle-Alanda.